# NGC 2649
NGC 2649 (другие обозначения — UGC 4555, IRAS08409+3453, MCG 6-19-18, KARA 281, ZWG 179.22, KUG 0840+348, PGC 24531) — спиральная галактика в созвездии Рыси. Открыта Уильямом Гершелем в 1788 году.
В 2016 году в галактике наблюдался кандидат в сверхновые, видимая звёздная величина которого достигала 17,1m. NGC 2649 имеет упорядоченную спиральную структуру, спутников у неё не наблюдается. Расстояние до галактики по соотношению Талли — Фишера составляет 66 мегапарсек.
Этот объект входит в число перечисленных в оригинальной редакции «Нового общего каталога».